# Розвіяні міфи. Історичні нариси і статті
«Розві́яні мі́фи. Істори́чні на́риси і статті́» — збірник історичних нарисів і статей, співавтори якого — історик Дмитро Вєдєнєєв і письменник та журналіст Сергій Шевченко. Це перша книжка, яку видано на грошові пожертви тільки однофамільців — людей на прізвище Шевченко: оригінальний приклад розвитку традицій доброчинності першими подали українці на чолі з працівниками преси, культури, діячами мистецтв — учасники доброчинної культурної акції «Толока Шевченків» (ініціатор акції — співавтор збірника Сергій Шевченко).

## Зміст
У книжці розвіюються міфи радянської пропаганди, яким протистоять твори, написані на основі архівних матеріалів, мемуарних і наукових джерел. Нариси і статті згруповано навколо вузлових подій в історії України ХХ сторіччя.
Частина перша — «У вирі Української революції». Українська революція 1917—1921 років: її просвітлий час і трагічний фінал.
Частина друга — «Як нищили інтелект нації». Більшовицький терор: Голодомор в Україні (1932—1933), Соловки, «розстріляне відродження»…
Частина третя — «У боях за майбутнє України». Друга світова війна: правда про звитяги і про ціну перемоги над нацизмом.
Частина четверта — «Протистояння». Повоєнна боротьба в СРСР: бойові операції чекістів і героїка визвольного руху ОУН і УПА.
Видання, призначене для широкого кола читачів, які цікавляться історією, її драматичними й маловідомими сторінками, ілюстроване фотознімками Соловків, Карелії, інших місць, де функціонували установи ГУЛАГу. Книжка має іменний покажчик і список скорочень.

## Рецензії та відгуки
«Порушуючи такі актуальні питання в історії країни як Українська революція 1917—1921 рр., доба політичних репресій, Голодомор, Друга світова війна і повоєнний визвольний рух, вони на основі розсекречених архівних документів намагаються чесно реставрувати трагічне минуле України.

Вручивши премії, Борис Олійник закликав присутніх озватися добрим словом про колег, „ширяючи у вільному польоті“. Високу оцінку творам цьогорічних лауреатів Винниченківської премії дали знані діячі літератури та мистецтва Євген Лук'яненко, Анатолій Кульчицький, Михайло Шевченко, Анатолій Гай та ін.».
«Перша частина нарисів — „У вирі Української революції“ — містить, зокрема, розповідь про унікальну „розстрільну“ справу вояків УНР, які потрапили у полон під Базаром під час Другого Зимового походу Армії УНР у 1921 р.

У другій частині — „Як нищили інтелект нації“ — зосереджується увага навколо незаконно репресованих визначних постатей національної державності, культури й науки — прем'єра УНР Володимира Чехівського, академіка Михайла Кравчука, митців Гната Хоткевича, Михайла Бойчука та інших представників „розстріляного відродження“. Йдеться про моторошну історію масового розстрілу соловецьких в'язнів у листопаді 1937 р. в Сандормосі (Карелія) тощо.

Злободенні проблеми Другої світової війни (новий погляд на масштабні операції зі звільнення України від нацистських загарбників у 1943—1944 роках, внесок радянських спецслужб й партизанського руху в Перемогу та ніші) висвітлюються в нарисах розділу „У боях за майбутнє України“.
Нарешті, матеріали розділу „Протистояння“ неупереджено, на основі солідного масиву архівних матеріалів висвітлюють драматичне протистояння радянських спецслужб та руху ОУН і УПА — проблему, болючу і для свідомості сучасників.

Видання супроводжується унікальними фотоматеріалами з архівів, авторськими фотоматеріалами С. Шевченка.

За повідомленням сайту УІНП, книга видана коштом однофамільців за інформаційної підтримки Всеукраїнського благодійного фонду „Журналістська ініціатива“ (президент Людмила Мех), Клубу знаменитих Шевченків (засновник Олексій Шевченко)».
«Оригинальна книга не только содержанием (в основу многих произведений положены архивные материалы спецслужб), но и способом ее издания. Это, пожалуй, первая в мире книга, которая напечатана на денежные пожертвования только однофамильцев. Около трех десятков Шевченко стали меценатами издания, в их числе — известные журналисты, работники культуры, мастера искусств. Солидный взнос поступил и от соавтора сборника — Сергея, члена Национального союза писателей Украины».

## Нагороди
Авторів цієї книжки відзначено Міжнародною премією імені Володимира Винниченка (2011).